# الاتحاد المفتوح للهواتف النقالة

## وصلات خارجية
- الموقع الرسمي